# Општинска туристичка организација Смедеревска Паланка
| Општинска туристичка организација Смедеревска Паланка |                                                     |
|                                                       |                                                     |
| Оснивач:                                              | Општина Смедеревска Паланка                         |
| Основана:                                             | 2003.                                               |
| Седиште:                                              | I Српског Уустанка 2/6 · Смедеревска Паланка Србија |
| Директор:                                             | Марија Еремија                                      |
| Веб презентација                                      |                                                     |

Општинска туристичка организација Смедеревска Паланка је основана 2003. године као јавна служба са статусом правног лица у циљу развоја и унапређења туристичких вредности општине. 
Основне делатности организације су уређење и допринос успешнијем пословању у области економије и посредовање у издавању соба, кућа и станова за одмор. Поред наведених основних делатности обавља и друге послове у складу са Статутом и Законом о туризму Републике Србије. У циљу унапређења и промоције туризма подстиче програм изградње туристичке инфрасруктуре и уређење простора, израђује план промотивних активности, обезбеђује информативно-пропагандни материјал којим се представљају туристичке вредности општине, а такође подстиче унапређење општих услова за прихват и боравак туриста.